# Редберд-Сміт (Оклахома)
Редберд-Сміт (англ. Redbird Smith) — переписна місцевість (CDP) в США, в окрузі Секвоя штату Оклахома. Населення — 526 осіб (2020).

## Географія
Редберд-Сміт розташований за координатами 35°33′44″ пн. ш. 95°1′43″ зх. д. / 35.56222° пн. ш. 95.02861° зх. д. (35.562258, -95.028493).  За даними Бюро перепису населення США в 2010 році переписна місцевість мала площу 26,68 км², з яких 26,46 км² — суходіл та 0,22 км² — водойми.

## Демографія
Згідно з переписом 2010 року, у переписній місцевості мешкало 465 осіб у 170 домогосподарствах у складі 132 родин. Густота населення становила 17 осіб/км².  Було 203 помешкання (8/км²).
Расовий склад населення:
| - 78,9 % — білих - 15,1 % — корінних американців - 0,6 % — азіатів - 0,4 % — чорних або афроамериканців |

До двох чи більше рас належало 4,9 %. Частка іспаномовних становила 3,0 % від усіх жителів.
За віковим діапазоном населення розподілялося таким чином: 22,6 % — особи молодші 18 років, 63,6 % — особи у віці 18—64 років, 13,8 % — особи у віці 65 років та старші. Медіана віку мешканця становила 44,9 року. На 100 осіб жіночої статі у переписній місцевості припадало 106,7 чоловіків;  на 100 жінок у віці від 18 років та старших — 103,4 чоловіків також старших 18 років.
Середній дохід на одне домашнє господарство  становив 26 629 доларів США (медіана — 18 292), а середній дохід на одну сім'ю — 31 137 доларів (медіана — 18 913). За межею бідності перебувало 27,1 % осіб, у тому числі 50,0 % дітей у віці до 18 років та 17,6 % осіб у віці 65 років та старших.
Цивільне працевлаштоване населення становило 85 осіб. Основні галузі зайнятості: виробництво — 52,9 %, роздрібна торгівля — 20,0 %, освіта, охорона здоров'я та соціальна допомога — 20,0 %.